# Mark Kerry
Mark Kerry (n. 4 august 1959, Temora⁠(d), Noul Wales de Sud, Australia) este un înotător ce a reprezentat Australia, medaliat olimpic. A participat la 2 ediții ale Jocurilor Olimpice (1980, 1984) în care a câștigat două medalii de aur și 3 medalii de bronz.